# Arrondissement des Parcelles Assainies
L'arrondissement des Parcelles Assainies est l'un des quatre arrondissements du département de Dakar, dans la région de Dakar au Sénégal.

## Géographie
Il est situé au nord-est du département et est limitrophe de 2 arrondissements et du département de Guédiawaye. 
|          | Océan Atlantique    |            |
| Almadies | Parcelles Assainies | Guédiawaye |
|          | Grand Dakar         |            |

## Administration
L'arrondissement des Parcelles Assainies est constitué de quatre communes d'arrondissement.
| Commune d'Arrondissement | Population (2013) | Superficie km2 |
| ------------------------ | ----------------- | -------------- |
| Cambérène                | 52 040            | 2              |
| Grand Yoff               | 185 503           | 6              |
| Parcelles Assainies      | 159 498           | 4              |
| Patte d'Oie              | 41 106            | 3              |
| Total                    | 438 527           | 15             |